# Louis Leloir
Pour les articles homonymes, voir Leloir (homonymie).
Louis Leloir dit Leloir, de son véritable nom Louis Pierre Sallot, né le 5 novembre 1860 dans le  13e arrondissement de Paris et mort le 29 novembre 1909 dans le 1er arrondissement de Paris, est un acteur français, sociétaire de la Comédie-Française de 1889 à 1909.

## Biographie
Fils d'un couple de papetiers, il intègre la Comédie-Française en 1880. Parallèlement à sa carrière au sein de la maison de Molière, il est nommé professeur au Conservatoire national de musique et de déclamation en 1894, et élu vice-président de la Société des artistes dramatiques en 1897. Il occupait toujours ces deux fonctions à son décès.
Sa conduite courageuse lors de l'incendie de la Comédie-Française le 8 mars 1900 lui vaut des félicitations ministérielles, avant d'être décoré de la Légion d'honneur en novembre suivant.
Il est inhumé au cimetière du Père-Lachaise (25e division).

## Théâtre

### Carrière à la Comédie-Française
Entrée en 1880
Nommé 322e sociétaire en 1889
Membre du Comité en  1894
Membre du Conseil supérieur en  1896
- 1882 : Le roi s'amuse de Victor Hugo : un chirurgien
- 1884 : Le Mariage de Figaro de Beaumarchais : Doublemain
- 1888 : Le Barbier de Séville de Beaumarchais : Bazile
- 1888 : Les Plaideurs de Jean Racine : Chicaneau
- 1888 : Le Mercure galant d'Edme Boursault : Longuemain
- 1889 : Le Mariage de Figaro de Beaumarchais : Antonio
- 1890 : Le Bourgeois gentilhomme de Molière : le maître de philosophie
- 1891 : Thermidor de Victorien Sardou : un pêcheur
- 1892 : Jean Darlot de Louis Legendre : Langlois
- 1893 : La Reine Juana d'Alexandre Parodi : Fernand d'Aragon
- 1894 : Les Romanesques d'Edmond Rostand : Bergamin
- 1894 : Les Plaideurs de Jean Racine : Dandin
- 1896 : Les Rantzau d'Émile Erckmann et Alexandre Chatrian : Jean Rantzau
- 1897 : La Loi de l'homme de Paul Hervieu : D'Orcieu
- 1898 : La Martyre de Jean Richepin : Zytophanes
- 1898 : Struensée de Paul Meurice : Rantzau
- 1902 : Le Marquis de Priola de Henri Lavedan : Le Chesne
- 1902 : La Grammaire d'Eugène Labiche et Alphonse Jolly : Poitrinas
- 1902 : Gertrude d'Alfred Bouchinet : Michelot
- 1903 : Les affaires sont les affaires d'Octave Mirbeau : le marquis de Porcellet
- 1903 : Le Gendre de monsieur Poirier d'Émile Augier et Jules Sandeau : M. Poirier
- 1905 : Shylock le Marchand de Venise d'Alfred de Vigny d'après William Shakespeare : Shylock
- 1905 : Don Quichotte de Jean Richepin d'après Miguel de Cervantes : Don Quichotte
- 1906 : Les Plaideurs de Jean Racine : Dandin
- 1906 : Les Caprices de Marianne d'Alfred de Musset : Claudio
- 1906 : La Courtisane d'André Arnyvelde : Callige
- 1907 : Le Gendre de monsieur Poirier d'Émile Augier et Jules Sandeau : M. Poirier
- 1907 : Marion de Lorme de Victor Hugo : M. de Laffémas
- 1908 : Le Bon roi Dagobert d'André Rivoire : Éloi

### Hors Comédie-Française
- 1899 : Le Gendre de monsieur Poirier d'Émile Augier et Jules Sandeau, théâtre des Célestins (Lyon) : M. Poirier

## Sources
- Dossier de Légion d'honneur de Louis Leloir